# Chłopska Armia Fergany
Chłopska Armia Fergany (ros. Крестьянская армия Ферганы), zwana też Armią Monstrowa – chłopska formacja zbrojna w Azji Środkowej w czasie wojny domowej w Rosji.
Armia powstała wiosną 1919 r. Liczyła ok. 20 tys. ludzi. Centrum formowania znajdowało się w Dżalalabadzie. Składała się z rosyjskich chłopów zamieszkujących Kotlinę Fergańską, którzy postanowili bronić się przed atakami ze strony muzułmańskich oddziałów basmaczy. Chłopi ci byli też wrodzy wobec bolszewików, których słabość sił spowodowała faktyczne wycofanie się z tych obszarów. Na czele sztabu armii stanął płk Konstantin I. Monstrow, właściciel ziemski i były oficer carski. Formacja dzieliła się na dziesięć pułków, w tym pierwsze cztery były przeznaczone do głównych działań wojennych, kolejne cztery do ochrony wsi, zaś ostatnie dwa stanowiły rezerwę (nienadający się do służby wojskowej i starsze osoby). Armia miała status bezpartyjnej i samodzielnej. Początkowo zawarto umowę o współdziałaniu z bolszewikami przeciw basmaczom, ale już pod koniec sierpnia 1919 r. dogadano się z miejscowym przywódcą basmaczy Madamin-Bekiem. Było to związane z rosnącą siłą bolszewików, zagrażających obu dotąd wrogim stronom. Madamin-Bek zobowiązał się ukrócić ataki swoich oddziałów na fergańskie wsie. W odpowiedzi bolszewickie dowództwo wydało rozkaz swoim wojskom rozbroić Chłopską Armię Fergany. W rejon Dżalalabadu zostało wysłanych kilka oddziałów, aby jednym koncentrycznym uderzeniem rozbić główne siły chłopskie. Poniosły one jednak porażkę. Tak samo zakończył się drugi atak bolszewików. W tej sytuacji zostali oni zmuszeni przejść do obrony. Do działań ofensywnych przeszły oddziały Chłopskiej Armii Fergany i basmaczy. Ich pierwszym sukcesem było zajęcie miasta Osz, a następnie odparcie kontrnatarcia bolszewickiego. We wrześniu 1919 r. główne siły zostały skierowane pod Andiżan. Walki o miasto trwały jednak dłużej, niż przypuszczano. W tym czasie bolszewicy ściągnęli posiłki w postaci pułku kazańskiego, który przybył 22 września. Wojska powstańców chłopskich pod Andiżanem zostały rozbite, zaś ocaleli chłopi uciekli do rodzinnych wsi. Oddziały bolszewickie przeszły do kontrofensywy. Bez walki odzyskały Osz, skąd chłopski garnizon zwyczajnie zbiegł. W celu ratowania sytuacji płk K. I. Monstrow początkowo próbował uzyskać pomoc ze strony jakiegoś państwa europejskiego. Po niepowodzeniu udało mu się doprowadzić 22 października 1919 r. do powstania Tymczasowego Przedstawicielstwa Fergańskiego, którym kierowali – oprócz niego – Madamin-Bek jako przedstawiciel basmaczy i gen. Muchanow jako przedstawiciel białych. Zamierzali oni zjednoczyć wszystkie miejscowe siły antybolszewickie. Główną rolę przejął Madamin-Bek, który postanowił zakończyć sojusz z Chłopską Armią Fergany. W jednej z wsi jego oddziały schwytały płk. K. I. Monstrowa, ale udało mu się zbiec. 17 stycznia 1920 r. przybył on do Dżalalabadu, gdzie oddał się w ręce bolszewików. W ślad za nim bolszewikom poddały się ostatnie istniejące oddziały Chłopskiej Armii Fergany. Pułkownik K. I. Monstrow wraz z innymi dowódcami został jednak bez sądu wkrótce rozstrzelany.